# هيرمان هنت
هيرمان هنت (بالإنجليزية: Herman Hunt)‏ هو لاعب اتحاد الرغبي نيوزيلندي، ولد في 10 مايو 1983 في أوكلاند في نيوزيلندا.